# Yūzō Kobayashi
Yūzō Kobayashi (小林 祐三?, Kobayashi Yūzō; Tokyo, 15 novembre 1985) è un ex calciatore giapponese, di ruolo difensore.